# Agnes Nørlund
Agnes Nørlund, född 22 augusti 1882 i Köpenhamn, död 10 maj 1973, var en dansk skådespelare. Hon var dotter till författaren Niels Nørlund och kvinnosakspionjären Louise Nørlund och gift med skådespelaren Henry Seemann.
Nørlund antogs som elev vid Det Kongelige Teaters balletskole som 11-åring, hon kom därefter in på skolans dramautbildning och scendebuterade vid teatern 1908. Hon kom senare att engageras 3 år vid Århus Teater och olika teatrar i Köpenhamn fram till 1915 då hon gifte sig och lämnade teaterscenen. Hon startade ett hönseri, som snart blev känt som landets ledande hönseri för sina moderna och hygieniska metoder. Efter 15 år lämnade hon hönseriet och arbetade som assistent åt sin man vid Lyngby Biografteater. Hon filmdebuterade 1907 vid Nordisk Film och kom att medverka i drygt 20 stumfilmer.

## Filmografi (urval)
- 1907 – Der var engang
- 1912 – Guldgossen